# Mazda Ibuki
La Mazda Ibuki (マツダ・息吹 (Matsuda Ibuki)) est un concept-car du constructeur automobile japonais Mazda, présenté au salon de Tokyo en 2003.
Elle se présente sous la forme d'un petit cabriolet à deux places et préfigure la Mazda Miata / MX-5 de troisième génération lancée 2 ans plus tard.

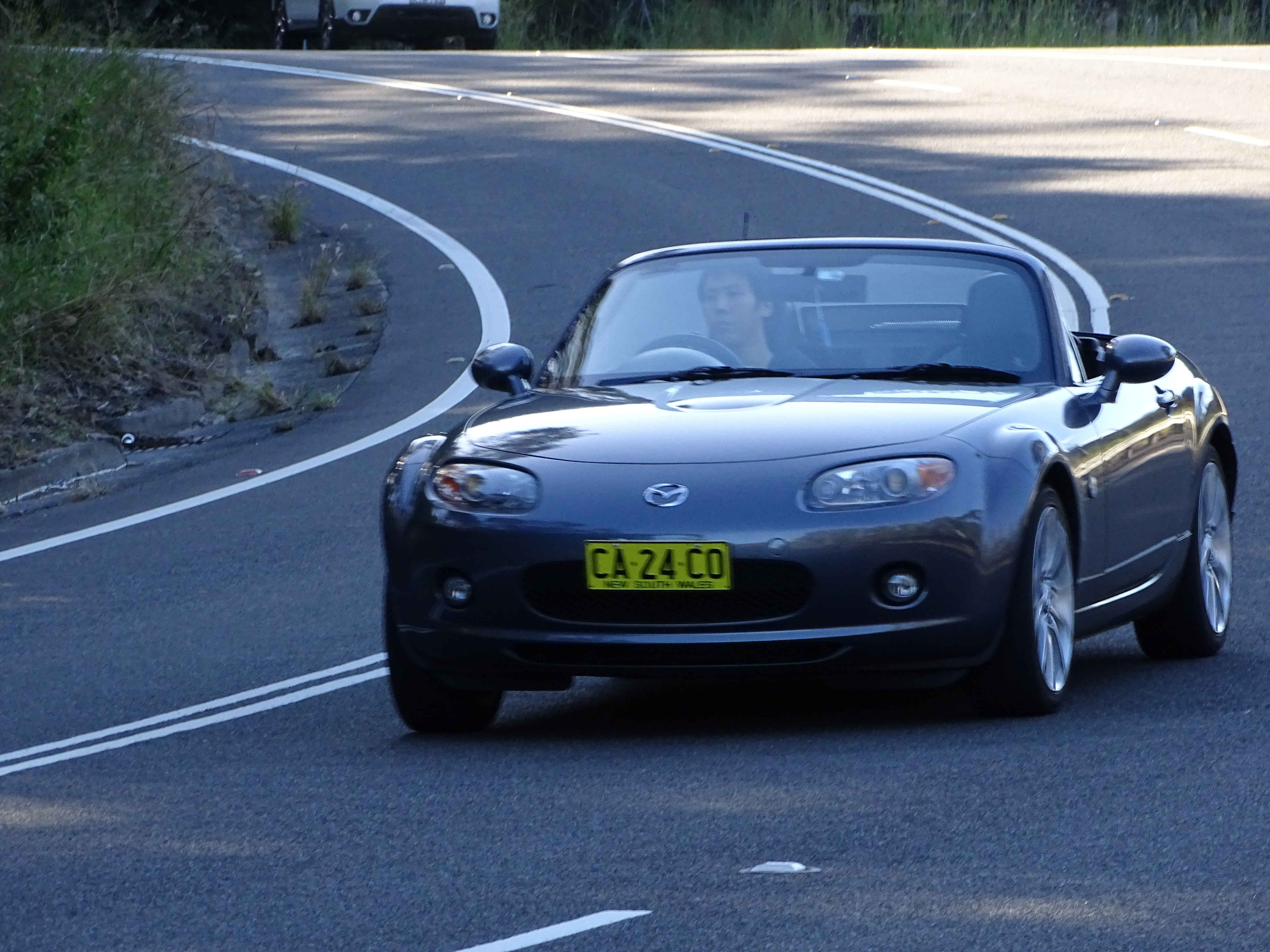
La Mazda MX-5 NC s'inspire du concept Mazda Ibuki